# Burlesque (nhạc phim)
Burlesque: Original Motion Picture Soundtrack là một album nhạc phim với các bài hát được thể hiện bởi Christina Aguilera và Cher cho bộ phim Vũ nữ. Được phát hành vào ngày 22 tháng 11 năm 2010 bởi RCA Records. Bài hát đầu tiên được trích ra là "Express" phát sóng trên radio vào ngày 19 tháng 11 năm 2010 và sau đó được trích làm đĩa đơn. Album bao gồm 10 bài hát, với 8 bài của Aguilera và 2 bài của Cher, đây là lần đầu tiên Cher thu âm nhạc phim trong suốt 7 năm. Album được các nhà phê bình đánh giá rất cao nhờ sự trở lại của Cher trong bài "You Haven't Seen the Last of Me". Diane Warren thắng một Giải Quả cầu vàng cho ca khúc trong phim hay nhất nhờ bài hát này, và "Bound to You" của Christina Aguilera cũng được đề cử trong cùng hạng mục. Với album này, Aguilera được đề cử một giải Grammy cho "Tác phẩm âm nhạc biên soạn xuất sắc nhất cho phim ảnh", còn "You Haven't Seen the Last of Me" được đề cử cho hạng mục "Bài hát xuất sắc nhất được viết cho phim ảnh" ở Giải Grammy lần thứ 54. Đến nay, album đã bán được hơn 574.000 bản ở Mỹ và hơn 1.000.000 bản trên thế giới.

## Đánh giá chuyên môn
| Đánh giá chuyên môn | Đánh giá chuyên môn |
| Nguồn đánh giá      | Nguồn đánh giá      |
| Nguồn               | Đánh giá            |
| ------------------- | ------------------- |
| Allmusic            | [ 8 ]               |
| Billboard           | (tốt)               |
| Slant Magazine      | [ 7 ]               |

Stephen Thomas Erlewine của Allmusic nhận xét rằng đây là sự trở lại của Aguilera sau Bionic và quay về với Back to Basics. Ông ta đánh giá chất lượng sản xuất album rất tốt và nhấn mạnh sự thành công nhờ lời bài hát, ông còn nói "Một số ca khúc rất hay, khi Christina đong đưa giọng hát theo âm nhạc của Etta khiến tôi nhớ lại về 'Ain't No Other Man'". Kerri Mason của tạp chí Billboard nói bài hát mà Aguilera cộng tác cùng Sia Furler, tức "Bound to You", "làm rung động người nghe giống như You Lost Me trong Bionic".

## Thành công về thương mại
Tại Mỹ, album xuất hiện lần đầu tại vị trí thứ 18 với 63,000 bản được tiêu thụ trong tuần đầu tiên và đứng hạng 4 trên bảng Digital Albums. Nó cũng từng đứng đầu bảng xếp hạng của iTunes. Vào tuần lễ bộ phim ra bản DVD, thì album lọt vào top 5 trên iTunes và đứng đầu bảng Billboard Top Soundtrack Albums. Ở Australia, album vươn đến vị trí thứ 2, trở thành album có thứ hạng cao thứ nhì của Aguilera tại nước này, chỉ sau Back to Basics đã đạt vị trí quán quân. Album nhạc phim này được chứng nhận là đĩa vàng tại đây với 35,000 bản được tiêu thụ vào tháng 6 năm 2011. Ở Canada, album đạt hạng 16 và được chứng nhận đĩa Vàng nhờ bán hơn 40,000 bản. Ở Hoa Kỳ, album đã bán được hơn 500.000 bản và chứng nhận đĩa Vàng.

### Độ thành công của các bài hát
- "Express" là đĩa đơn chiêu thị, được phát lần đầu ở Ryan Seacrest's KIIS FM Radio Show vào ngày 3 tháng 11 năm 2010 nhưng không được gửi đến các đài radio để phát sóng.[16] Bài hát đã đạt nhiều vị trí trên các bảng xếp hạng quốc tế và đứng thứ hai trên bảng Bubbling Under Hot 100.
- "You Haven't Seen the Last of Me" xuất hiện lần đầu trên bảng U.S. Dance/Club Play Songs ở vị trí #35 rồi sau đó vươn đến vị trí quán quân tại bảng này, và đạt vị trí #3 trên bảng BR Hot Dance Club Songs.[17]
- "Show Me How You Burlesque" đạt vị trí #70 trên bảng U.S. Billboard Hot 100, #92 trên bảng Canadian Hot 100, #8 trên bảng New Zealand Singles Chart, #89 trên bảng German Singles Chart, #26 trên bảng Swiss Singles Chart và #29 trên bảng Australian Singles Chart.[18]

## Danh sách bài hát
| STT | Nhan đề                                                      | Sáng tác | Người sản xuất                 | Thời lượng |
| --- | ------------------------------------------------------------ | --- | ------------------------------ | ---------- |
| 1.  | "Something's Got a Hold on Me" (Christina Aguilera)          | Etta James, Leroy Kirkland, Pearl Woods | C. "Tricky" Stewart            | 3:04       |
| 2.  | "Welcome to Burlesque" (Cher)                                | Charlie Midnight, John Patrick Shanley, Matthew Gerrard, Steve Lindsey                                                                                            | Steve Lindsey, Matthew Gerrard | 2:46       |
| 3.  | "Tough Lover" (Christina Aguilera)                           | James, Joe Josea | C. "Tricky" Stewart            | 2:00       |
| 4.  | "But I Am a Good Girl" (Christina Aguilera)                  | Jacques Morali, Alain Bernardini, Steven Antin | C. "Tricky" Stewart            | 2:29       |
| 5.  | "Guy What Takes His Time" (Christina Aguilera)               | Ralph Rainger | Linda Perry                    | 2:43       |
| 6.  | "Express" (Christina Aguilera)                               | Aguilera, Christopher Stewart, Claude Kelly | C. "Tricky" Stewart            | 4:20       |
| 7.  | "You Haven't Seen the Last of Me" (Cher)                     | Diane Warren | Matt Serletic                  | 3:30       |
| 8.  | "Bound to You" (Christina Aguilera)                          | Aguilera, Samuel Dixon, Sia Furler | Samuel Dixon                   | 4:23       |
| 9.  | "Show Me How You Burlesque" (Christina Aguilera)             | Aguilera, Stewart, Kelly | C. "Tricky" Stewart            | 2:59       |
| 10. | "The Beautiful People (from Burlesque)" (Christina Aguilera) | Marilyn Manson, Twiggy Ramirez, Ron Fair, Ester Dean, Stefanie Ridel, Tommy Lee James, Nicole Scherzinger, Laura Pergolizzi, Melvin Watson, Larry Summerville Jr. | Ron Fair, The Phantom Boyz     | 3:31       |